# Phaethon aethereus
Il fetonte beccorosso (Phaethon aethereus, Linnaeus 1758) è una specie di uccello dell'ordine dei Fetontiformi. Il fetonte beccorosso appartiene alla famiglia dei fetonti, che conta altre due specie.

## Descrizione

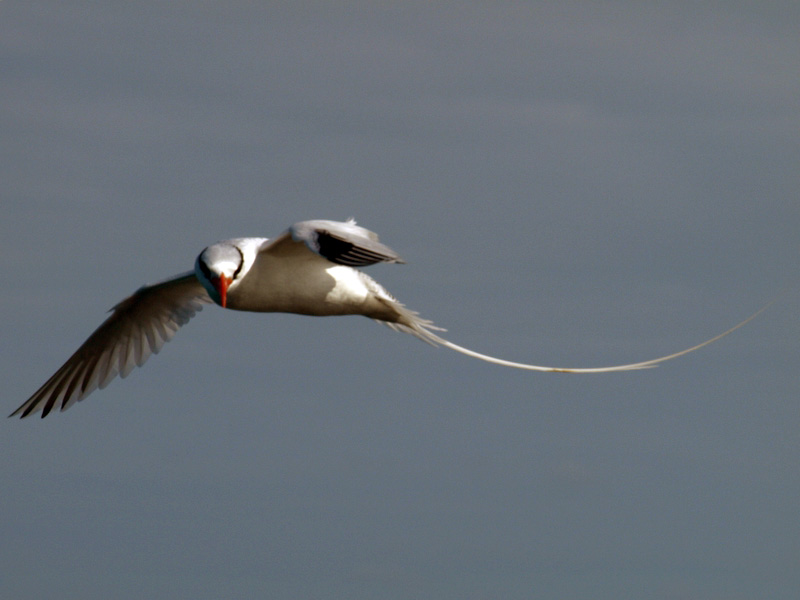
In volo

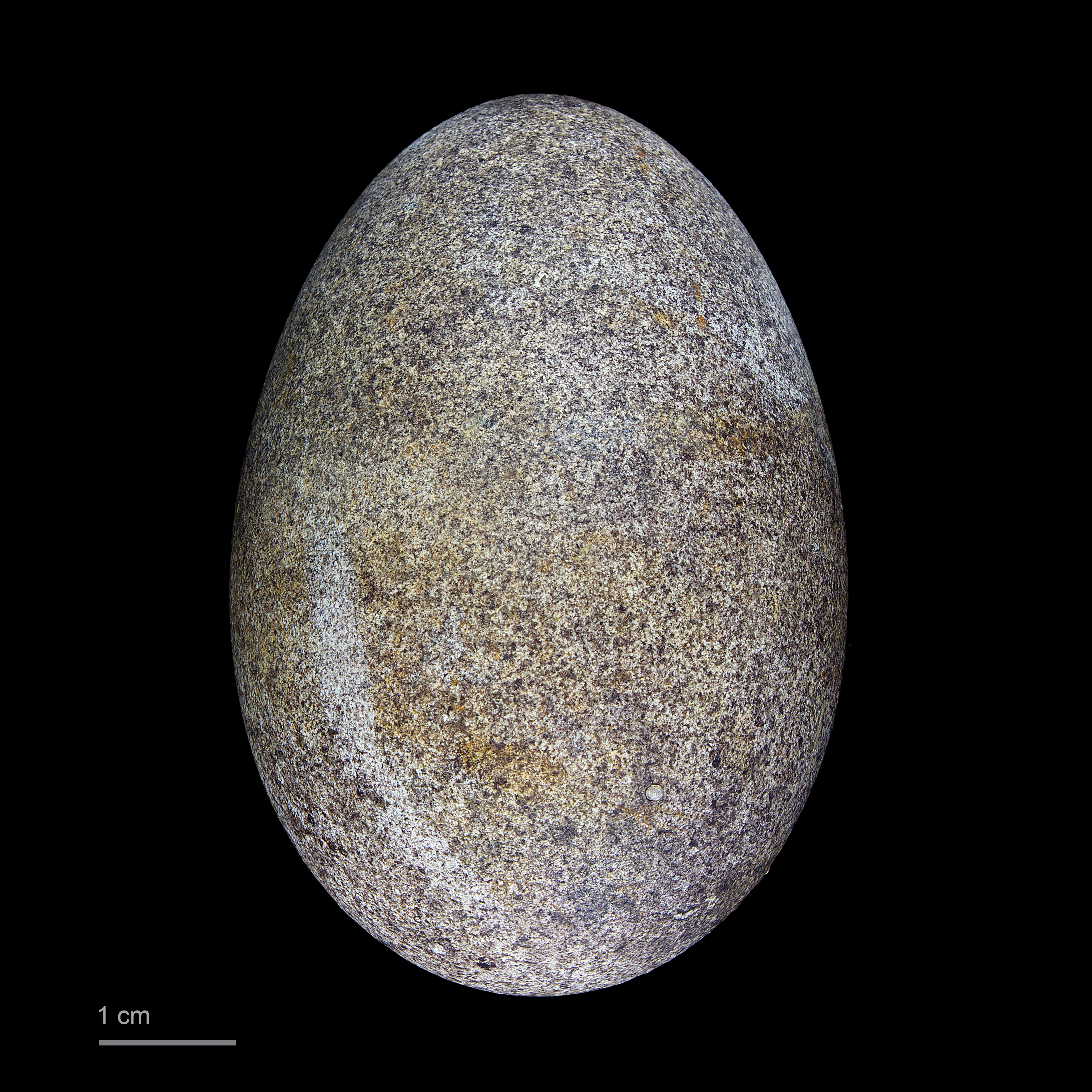
Uovo di Phaethon aethereus

Il fetonte beccorosso è un uccello di mare snello, dal piumaggio bianco, lungo circa 48 cm escluse le lunghe timoniere centrali della coda che ne raddoppiano la lunghezza totale. L'apertura alare è di circa un metro e le ali hanno macchie nere sulle penne timoniere. Il becco è rosso. Sugli occhi ha una macchia nera che arriva quasi alla nuca. I due sessi sono simili anche se in media i maschi posseggono le timoniere della coda più lunghe. Queste penne mancano nei pulli, che hanno anche un piumaggio grigio sul dorso ed il becco giallo. La sottospecie P. a. indicus ha le strisce attorno agli occhi più piccole e un becco sull'arancione.

## Sistematica
Phaethon aethereus ha tre sottospecie:
- Phaethon aethereus aethereus
- Phaethon aethereus mesonauta
  - Phaethon aethereus limatus sottospecie non valida di P. r. mesonauta
- Phaethon aethereus indicus

## Distribuzione e habitat
Questo uccello è diffuso nelle aree tropicali dell'Oceano Atlantico, dell'Indiano, e del Pacifico orientale.

## Biologia
I fetonti beccorosso nidificano sulle isole tropicali. La femmina depone un solo uovo sul terreno spoglio o su una sporgenza di una scogliera. Quando non sono nella colonia, diventano uccelli solitari e si allontanano percorrendo anche grandi distanze.
Si cibano di pesci e di calamari.